# Evropský den památky obětí stalinismu a nacismu
Evropský den památky obětí stalinismu a nacismu, také známý jako Mezinárodní den černé stuhy, který se připomíná 23. srpna, byl Evropským parlamentem v roce 2008 a 2009 vyhlášen „Evropským dnem památky obětí všech totalitních a autoritářských režimů, které mají být připomínány důstojně a nezaujatě“. Je připomínán Evropskou unií každoročně od roku 2009. Tento den byl zvolen, aby připomínal výročí uzavření paktu Molotov–Ribbentrop. V roce 1989 v tento den proběhla v pobaltských zemích demonstrace proti sovětské okupaci známá pod jménem baltský řetěz.